# Matthew Perry (színművész)
Matthew Langford Perry (Williamstown, Massachusetts, 1969. augusztus 19. – Los Angeles, 2023. október 28.) amerikai-kanadai színész, humorista, producer, forgatókönyvíró. 
Legismertebb alakítása Chandler Bing volt a Jóbarátok című szituációs komédiában, 1994 és 2004 között. Szerepelt a Bolond szél fúj (1997), a Hajszál híján hősök (1998), a Bérgyilkos a szomszédom (2000) és a Megint 17 (2009) című filmekben. 2010-ben a Fallout: New Vegas videójáték egyik szinkronhangja volt. 
A Jóbarátok mellett más sorozatokban is feltűnt. Így A színfalak mögött (2006–2007) és a Csoportban marad (2012–2013) című produkciókban.

## Fiatalkora és családja
Édesapja John Bennett Perry amerikai színész. Édesanyja a kanadai Suzanne Marie Morrison (leánykori nevén Langford) újságíró, Pierre Trudeau kanadai miniszterelnök korábbi sajtótitkára. Kanadai-amerikai kettős állampolgár. Szülei még az első születésnapja előtt elváltak, és Matthew az édesanyjával Ottawába költözött.

## Pályafutása

### 1980-as évek
Perry tizenöt évesen Ottawából Los Angeles-be költözött színjátszást tanulni. Középiskolába a The Buckley School tanintézménybe járt, Los Angeles Sherman Oaks városrészében. Amíg a Buckley-ban tanult, George Gibbs-ként játszott az Our Town-ban és megjelent a The Miracle Worker című produkcióban is. Patty Duke dicsérte a fiatal Perry meggyőző alakítását Helen testvéreként, Jimmyként. 
Ezután a The Sound Music-ban szerepelt, majd a Tim Hillman rendezte The Elephant Man produkcióban Vanessa Smith mellett John Merricket játszotta. 1986-ban lehetőséget kapott, hogy River Phoenix-szel együtt szerepeljen Az ifjú Don Juan című filmben, amelyet végül 1988-ban mutattak be. Perry a középiskolai színjátszás befejezését követően kilépett a The Elephant Man-ből. Improvizációs vígjátékban játszott az LA Connection-nél, a Sherman Oaks-ban, amíg a középiskola véget ért. 
Néhány vendégszereplés után 1980 végén a televíziót célozta meg. Be akart iratkozni a Dél-Kaliforniai Egyetemre, amikor Chazz Russell főszerepét ajánlották fel, a „Second Chance”-ban, így ismertté vált a színjátszásban. Eredetileg főszerepet játszott Kiel Martin oldalán, a sorozat indulásakor, 1987-ben. Ám 13 epizód után változott a forma: a Second Chance Boys Will Be Boys lett. 
Előtérbe került a The adventures of Chazz and his teenage friends. Ez csak egy évadig ment. Utána, Perry Los Angeles-ben maradt, és a 90210ben játszott vendégszereplőként.

### 1990-es évek
Matthew törzsvendég volt, vendégszereplések közt a CBS-nél a Sydney-ben Valerie Bertinelli öccsét játszotta. Három év múlva kezdte a második tv-sorozatát, és főszerepben játszott az ABCnél, ami 13 epizódot ment 1993 tavaszán. 
Ezután Matthew egy új drámai kísérletben, a LAX 2194ben szerepelt. A projekt lassan indult, ezért megpróbált egy meghallgatást, később Marta Kauffman és David Crane rendezte Jóbarátokban, és a Dream Onban is játszott. A kísérleti „LAX 2194” szerződése miatt őt kezdetben nem figyelték a meghallgatásokon. Később övé lett Chandler Bing szerepe. A projekt sikeres volt és Matt is befutott, a televíziónézők között ismert lett. 
A Jóbarátok mellett filmekben is felbukkant, mint például a Bolond szél fújban jelent meg apja, John Bennett Perry és Salma Hayek mellett; Almost Heroes, Three to Tango, Bérgyilkos a szomszédomban Bruce Willis mellett; és a Már megint bérgyilkos a szomszédom, ill. a Pereld a nőt! c. komédiában.

### 2000-es évek
Elsősorban komikus szerepeket kap, ugyanakkor remekül alakítja a drámai figurákat is, különösen Joe Quincy-ként, Az elnök emberei című sorozatban. A 3 megjelenése a sorozatban (kétszer a 4. és egyszer az 5. évadban) 2003-ban és 2004-ben szerzett neki 2 Emmy-díj jelölést. Miután a Friends elkészült, Perry igazgatóként debütált Bill Lawrence sitcomja, a Dokik egy epizódjában (4. évad). 
Főszerepet játszott a The Ron Clark Story-ban, amelynek premierjén, 2006. augusztus 13-án Perry Ron Clarkot, egy kis városi tanárt játszott, aki vállalta az ország legkeményebb osztályát, New York Harlemben. Az előadásért Emmy-díj jelölést és 1 Golden Globe-díj jelölést is kapott. 2006-ban kezdett el egy krónikusan levert íróról filmezni vígjátékdrámát (Numb). A film bemutatását sokszor halasztották, de végül 2008. május 13-án DVD-n bocsátották ki. Matthew megjelent David Mamet Sexual Perversity in Chicagojában is. 2008-ban jelenik meg filmben a 17 Again. A The End of Steve c. Showtime sorozat írója volt és főszerepet is játszott benne.

## Halála
2023. október 28-án, délután találtak rá holtan az otthonában. Saját jakuzzijában fulladt vízbe. Idegenkezűségre utaló nyomokat nem találtak, halálát kábítószertúladagolás okozta 54 éves volt.
2024-ben napvilágot láttak, olyan bizonyítékok amiknek fényében egyértelművé vált, hogy Matthew Perry -t nyerészkedési szándékkal látták el egyre több Ketamin tartalmú szerrel.
Ebben közrejátszott  több orvos és személyi asszisztense is , aki rátalált a holttestére. 
2025 júliusában már tárgyalások zajlanak a színész halálát okozó személyek ellen.

## Filmográfia

### Film
| Év   | Magyar cím                         | Eredeti cím                          | Szerep                     | Magyar hang            |
| ---- | ---------------------------------- | ------------------------------------ | -------------------------- | ---------------------- |
| 1988 | Az ifjú Don Juan                   | A Night in the Life of Jimmy Reardon | Fred Roberts               | Minárovits Péter       |
| 1989 | Papa, én nő vagyok!                | She's Out of Control                 | Timothy                    | Kautzky Armand         |
| 1989 | Fat Man és Little Boy              | Fat Man and Little Boy               | bombatechnikus             |                        |
| 1994 | A várólistás gyilkos               | Getting In                           | Randal Burns               |                        |
| 1997 | Bolond szél fúj                    | Fools Rush In                        | Alex Whitman               | Galambos Péter         |
| 1998 | Hajszál híján hősök                | Almost Heroes                        | Leslie Edwards             | Csankó Zoltán          |
| 1999 | Hármasban szép az élet             | Three to Tango                       | Oscar Novak                | Czvetkó Sándor         |
| 2000 | Bérgyilkos a szomszédom            | The Whole Nine Yards                 | Nicholas "Oz" Oseransky    | Széles László          |
| 2000 | A kölyök                           | Disney's The Kid                     | Mr. Vivian (cameo)         |                        |
| 2002 | Pereld a nőt!                      | Serving Sara                         | Joe Tyler                  | Sinkovits-Vitay András |
| 2004 | Már megint bérgyilkos a szomszédom | The Whole Ten Yards                  | Nicholas "Oz" Oseransky    | Sinkovits-Vitay András |
| 2007 | Fapofa                             | Numb                                 | Hudson Milbank             | Sinkovits-Vitay András |
| 2008 | Balhés tesók                       | Birds of America                     | Morrie                     | Tarján Péter           |
| 2009 | Megint 17                          | 17 Again                             | Mike O'Donnell felnőttként | Sinkovits-Vitay András |
| 2021 | Ne nézz fel! (törölt jelenet)      | Don't Look Up                        | Dan Pawketty               |                        |

### Televízió
| Év        | Magyar cím                     | Eredeti cím                     | Szerep             | class="unsortable"                                                                         |
| --------- | ------------------------------ | ------------------------------- | ------------------ | ------------------------------------------------------------------------------------------ |
| 1979      |                                | 240-Robert                      | Arthur             | 1 epizód                                                                                   |
| 1983      |                                | Not Necessarily the News        | Bob                | 1 epizód                                                                                   |
| 1985      |                                | Charles in Charge               | Ed                 | 1 epizód                                                                                   |
| 1986      |                                | Silver Spoons                   | Davey              | egy epizód                                                                                 |
| 1987      |                                | Morning Maggie                  | Bradley McAllister | tévéfilm                                                                                   |
| 1987–1988 |                                | Second Chance                   | Chazz Russell      | állandó szereplő (21 epizód)                                                               |
| 1988      | Ki szeret a végén              | Dance 'til Dawn                 | Roger              | tévéfilm                                                                                   |
| 1988      |                                | Just the Ten of Us              | Ed                 | 1 epizód                                                                                   |
| 1988      |                                | Highway to Heaven               | David Hastings     | 2 epizód                                                                                   |
| 1989      |                                | Empty Nest                      | Bill               | 1 epizód                                                                                   |
| 1989      |                                | Growing Pains                   | Sandy              | 3 epizód                                                                                   |
| 1990      |                                | Sydney                          | Billy Kells        | állandó szereplő (13 epizód)                                                               |
| 1990      | Ki a főnök?                    | Who's the Boss?                 | Benjamin Dawson    | 1 epizód                                                                                   |
| 1990      | Szólíts Annának!               | Call Me Anna                    | Desi Arnaz Jr.     | tévéfilm                                                                                   |
| 1991      | Beverly Hills 90210            | Beverly Hills, 90210            | Roger Azarian      | 1 epizód                                                                                   |
| 1992      |                                | Dream On                        | Alex Farmer        | 1 epizód                                                                                   |
| 1992      |                                | Sibs                            | Chas               | 1 epizód                                                                                   |
| 1993      | Halálos rokonság               | Deadly Relations                | George Westerfield | tévéfilm                                                                                   |
| 1993      |                                | Home Free                       | Matt Bailey        | állandó szereplő (13 epizód)                                                               |
| 1994      | Balhés bankett                 | Parallel Lives                  | Willi Morrison     | tévéfilm                                                                                   |
| 1994      |                                | L.A.X. 2194                     | Blaine             | tévéfilm                                                                                   |
| 1994–2004 | Jóbarátok                      | Friends                         | Chandler Bing      | - főszereplő (236 epizód) - magyar hangja: - Sinkovits-Vitay András                        |
| 1995      | Caroline New Yorkban           | Caroline in the City            | Chandler Bing      | 1 epizód                                                                                   |
| 1995      |                                | The John Larroquette Show       | Steven             | 1 epizód                                                                                   |
| 1997      | Saturday Night Live            | Saturday Night Live             | házigazda          | 1 epizód                                                                                   |
| 2001      | A Simpson család               | The Simpsons                    | önmaga (hangja)    | 1 epizód                                                                                   |
| 2002      | Ally McBeal                    | Ally McBeal                     | Todd Merrick       | 2 epizód                                                                                   |
| 2003      | Az elnök emberei               | The West Wing                   | Joe Quincy         | - 3 epizód - magyar hangja: - Holl Nándor                                                  |
| 2004      | Dokik                          | Scrubs                          | Murray             | 1 epizód (rendező)                                                                         |
| 2005      |                                | Friday Night Lights Short Scene | futballista        | rövidfilm                                                                                  |
| 2006      | A diadal                       | The Ron Clark Story             | Ron Clark          | - tévéfilm - magyar hangja: - Csankó Zoltán                                                |
| 2006–2007 | A színfalak mögött             | Studio 60 on the Sunset Strip   | Matt Albie         | állandó szereplő (22 epizód)                                                               |
| 2008      |                                | The End of Steve                | Steve Legend       | - tévéfilm - vezető producer és társalkotó                                                 |
| 2011      |                                | Childrens Hospital              | önmaga             | 1 epizód                                                                                   |
| 2011      | Mr. Sunshine                   | Mr. Sunshine                    | Ben Donovan        | - állandó szereplő (13 epizód) - alkotó, vezető producer és író                            |
| 2012–2013 | A férjem védelmében            | The Good Wife                   | Mike Kresteva      | visszatérő szereplő (4 epizód)                                                             |
| 2012–2013 | Csoportban marad               | Go On                           | Ryan King          | - állandó szereplő (22 epizód) - vezető producer - magyar hangja: - Sinkovits-Vitay András |
| 2014      | Született szinglik             | Cougar Town                     | Sam                | 1 epizód                                                                                   |
| 2014      |                                | Playhouse Presents              | karizmatikus férfi | 1 epizód                                                                                   |
| 2015      | Web-terápia                    | Web Therapy                     | Tyler Bishop       | - 2 epizód - magyar hangja: - Széles Tamás                                                 |
| 2015–2017 | Furcsa pár                     | The Odd Couple                  | Oscar Madison      | - állandó szereplő (38 epizód) - vezető producer és író - magyar hangja: - Széles Tamás    |
| 2017      | Diane védelmében               | The Good Fight                  | Mike Kresteva      | visszatérő szereplő (3 epizód)                                                             |
| 2017      | A Kennedy család: Camelot után | The Kennedys: After Camelot     | Ted Kennedy        | - minisorozat (4 epizód) - vezető producer                                                 |

## Önéletrajzi kötete magyarul
- Jóbarátok, szerelmek és az a rettenet. Memoár; ford. Molnár Edit; Könyvmolyképző, Szeged, 2022

## Díjak és jelölések
Primetime Emmy-díj
- Legjobb férfi főszereplő (vígjátéksorozat), Jóbarátok (2002) – jelölve
- Legjobb vendégszínész (drámasorozat) Az elnök emberei (2003) – jelölve
- Legjobb vendégszínész (drámasorozat), Az elnök emberei (2004) – jelölve
- Legjobb férfi főszereplő (minisorozat vagy tévéfilm), A diadal (2007) – jelölve

Golden Globe-díj
- Legjobb férfi főszereplő (vagy tévéfilm) A diadal (2007) – jelölve

American Comedy Awards
- Legviccesebb férfi mellékszereplő (David Schwimmerrel megosztva), Jóbarátok (1996) – jelölve

Kids' Choice Awards
- Legviccesebb televíziós színész, Jóbarátok (2004) – jelölve

Satellite Awards
- Legjobb férfi színész drámasorozatban, A színfalak mögött (2006) – jelölve

Screen Actors Guild-díj
- Legjobb színész (minisorozat vagy tévéfilm) A diadal (2007) – jelölve

TV Land Awards
- A legcsodálatosabb esküvő (Courteney Cox-szal megosztva), Jóbarátok (2006) – jelölve

Teen Choice Awards
- Legtehetségesebb tévészínész – vígjáték, Jóbarátok (2004) – jelölve